# Episodi di Ci mancava solo Nick
La serie televisiva Ci mancava solo Nick è composta da 20 episodi.
La prima parte, composta da dieci episodi, è stata pubblicata sul servizio di streaming on demand Netflix il 15 aprile 2019. La seconda parte, sempre da dieci episodi, è stata pubblicata sulla piattaforma il 5 agosto seguente.
| nº            | Titolo originale             | Titolo italiano                    | Pubblicazione  |
| Prima parte   | Prima parte                  | Prima parte                        | Prima parte    |
| ------------- | ---------------------------- | ---------------------------------- | -------------- |
| 1             | The Catfish                  | L'imbrogliona                      | 15 aprile 2019 |
| 2             | The Pig in a Poke            | A scatola chiusa                   | 15 aprile 2019 |
| 3             | The Money-Box Scheme         | Il trucco della cassetta dei soldi | 15 aprile 2019 |
| 4             | The Badger Game              | Ricatto                            | 15 aprile 2019 |
| 5             | The Pigeon Drop              | Il colpo del piccione              | 15 aprile 2019 |
| 6             | The Glim Dropper             | Specchietto per le allodole        | 15 aprile 2019 |
| 7             | The Charity Mugger'          | La truffa della beneficenza        | 15 aprile 2019 |
| 8             | The Block Out                | L'ostacolo                         | 15 aprile 2019 |
| 9             | The Man in the Middle Attack | L'attacco man in the middle        | 15 aprile 2019 |
| 10            | The Jam Audition             | Svendita totale                    | 15 aprile 2019 |
| Seconda parte |                              |                                    |                |
| 11            | The Bank Job                 | Il colpo in banca                  | 5 agosto 2019  |
| 12            | The Big Mitt                 | La partita truccata                | 5 agosto 2019  |
| 13            | The Trojan Horse             | Il cavalo di Troia                 | 5 agosto 2019  |
| 14            | Follow the Lady              | Segui la regina                    | 5 agosto 2019  |
| 15            | The Italian Job              | The Italian Job                    | 5 agosto 2019  |
| 16            | The Mystery Shopper          | Il mystery shopper                 | 5 agosto 2019  |
| 17            | The Pied Piper'              | Il pifferaio magico                | 5 agosto 2019  |
| 18            | The Diploma Mill             | La fabbrica dei diplomi            | 5 agosto 2019  |
| 19            | The Box Job                  | Il lavoro di scasso                | 5 agosto 2019  |
| 20            | The Fool's Errand            | L'impresa inutile                  | 5 agosto 2019  |